# Semproni Grac (amant de Júlia)
Semproni Grac (en llatí Sempronius Gracchus), era membre de la gens Semprònia i de la família dels Grac.
Era l'amant de Júlia, la filla d'August, relació que es va iniciar quan era l'esposa de Marc Vipsani Agripa. La va continuar després quan Júlia es va casar amb Tiberi. Quan August va fer tancar a perpetuïtat la seva filla, Semproni Grac va ser desterrat a l'illa de Cercina (Qerqenna) on va viure fins que Tiberi va pujar al poder. Una vegada Tiberi va ser emperador el va fer matar ràpidament (14 dC).